# Neue Deutsche Härte
Als Neue Deutsche Härte, kurz NDH, wird eine musikalische Strömung bezeichnet, die zu Beginn der 1990er Jahre aufkam und aus der sich Mitte der 2000er Jahre ein eigener popkultureller Musikstil ausbildete. Die Texte sind überwiegend in deutscher Sprache verfasst, die musikalischen Einflüsse sind vielfältig. Die Standardbesetzung bilden (tiefer) Gesang, E-Gitarre, E-Bass, Schlagzeug und Keyboard.

## Geschichte

### Vorläufer
Die NDH entwickelte sich in der Mitte der 1990er Jahre. In der Entstehungsphase und der musikalischen Ausprägung der NDH existierten zunächst Parallelen zum Groove Metal und zur Musik von Bands wie Laibach, Die Krupps oder Ministry. Wolf-Rüdiger Mühlmann zieht hinzukommend Parallelen zu Kraftwerk und DAF.

### Frühphase

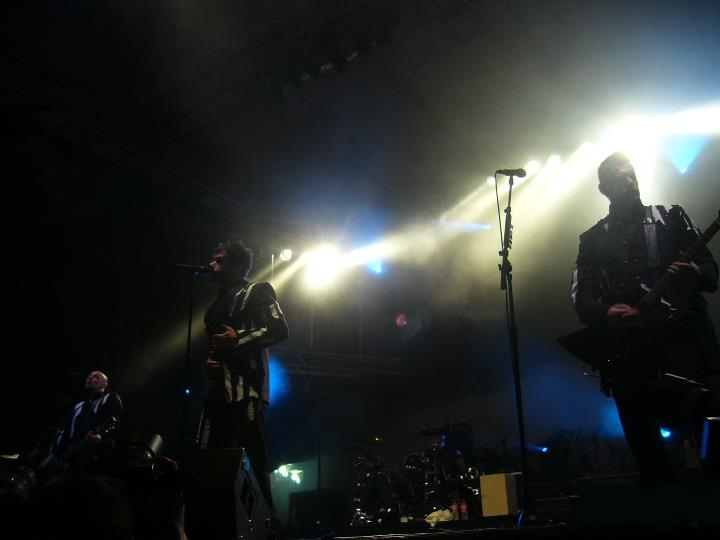
Oomph!, damals noch als Elektro-Metal-/Crossover-Band vermarktet, zählt zu den frühesten Vertretern der Neuen Deutschen Härte.

Insbesondere die Oomph!-Musiker gelten als Pioniere der NDH. Auf ihrem 1994er Album Sperm entwickelten sie – seinerzeit beeinflusst durch Gruppen wie Sepultura, Prong und Pantera – eine rhythmusbetonte Mischung aus Elektronik und harter Rockmusik, die u. a. für Bands wie Rammstein als Inspirationsquelle diente.
Neben Oomph! brachten 1994 auch weitere Interpreten für die NDH wegweisende Alben auf den Musikmarkt. Prager Handgriff veröffentlichten Täterschaft & Teilnahme, welches zwar ohne Gitarre auskam, jedoch insbesondere mit tiefem deutschen Gesang der NDH entsprach. Die Band Schweisser veröffentlichte mit Eisenkopf ein deutschsprachiges Metalalbum mit der für Rammstein später markanten sprachlichen Betonung inklusive gerolltem ‚R‘.
Noch ein Jahr vor Oomph! und Schweisser veröffentlichte die Band Fleischmann das Album Fleischwolf mit einer musikalischen Mischung aus Doom Metal und Hardcore Punk mit deutschen Texten, inklusive einer Coverversion des DAF-Titels Alles ist Gut. Besonders mit den Texten nahmen Fleischmann „den Ausdrucksstil aktueller NDH-Bands bereits vorweg“.
In der Folgezeit traten weitere Interpreten mit einer ähnlichen musikalischen Ausrichtung, zum Beispiel Stahlhammer, Eisenvater, Rammstein und Von Den Ketten in Erscheinung. Die frühere Death-Metal-Band Atrocity kooperierte bereits 1995 mit dem NDT- und Dark-Wave-Projekt Das Ich, um das Mashup-Album Die Liebe zu schaffen. Es enthält verschiedene der NDH zuzurechnende Titel, unter anderem den titelgebenden Coversong des Laibach-Songs Die Liebe. Bis zum Jahr 1997 hatte ein breites Spektrum an NDH-Bands und Projekten im Musikgeschäft Fuß gefasst.

### Hochphase

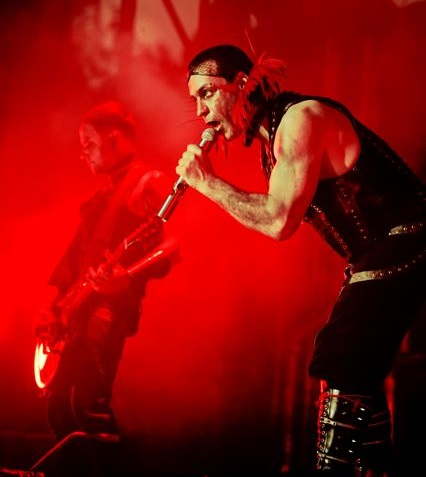
Rammstein gilt als erfolgreichster Vertreter der Neuen Deutschen Härte

Rammstein schaffte als erste Band mit ihrem zweiten Album Sehnsucht 1997 den kommerziellen Durchbruch und machte die NDH in Deutschland und im Ausland populär.
Ab 1997 wurden mit dem kommerziellen Erfolg Rammsteins auch zahlreiche andere Bands der NDH bekannt. Unter den in den Folgen von Sehnsucht populär gewordenen Projekten waren auch deutlich gemäßigtere Rock- und Metal-Interpreten, die mit der ursprünglichen Musik nur wenig gemein hatten. Die Plattenindustrie nutzte den Erfolg als neue Keimzelle eines deutschsprachigen Alternative Metal für sich. Noch im selben Jahr erschien die von Edel Media und Entertainment herausgegebene Kompilation Neue Deutsche Härte, die neben Gruppen wie Megaherz, Schweisser und Richthofen auch Crossover-Gruppen wie Megavier, Blackeyed Blonde und Such a Surge mit deutschsprachigen Stücken präsentierte. In den späten 1990er und frühen 2000er Jahre kamen so verschiedene Bands unterschiedlicher Stilprägungen auf, die sich nur noch teilweise auf die Anfänge der Neuen Deutschen Härte beriefen, dennoch durch stilistische Überschneidungen, insbesondere der Verbindung von Härte, Auftreten und deutschem Gesang, der NDH zugeordnet wurden. Diese Vorgehensweise wurde unter anderem von den Vorreitern des Genres scharf kritisiert.

„Für mich ist die Neue Deutsche Härte nur eine Version, eine Fortführung der Neuen Deutschen Welle. Alles, was irgendwie glaubt, in diesem Fahrwasser Geld verdienen zu können, macht eine Platte. RAMMSTEIN machen es vor und unzählige andere Combos äffen das nach. Das war bei der NDW genauso.“

Unter den bekannt gewordenen Interpreten waren Projekte wie Megaherz, die mit Einflüssen aus dem Crossover agierten, etwa dem verstärkten Einsatz von Sprechgesang, und das daraus entsprungene, anfangs gegenüber Megaherz elektronischer angelegte Projekt Eisbrecher. Joachim Witt veränderte seinen musikalischen Stil und besonders seine Ästhetik innerhalb seiner Bayreuth-Trilogie mit Orientierung an der NDH und erreichte unter der gesanglichen Unterstützung von Peter Heppner mit Die Flut Platz zwei der deutschen Singlecharts im Jahr 1998. Die Kollaboration zählt mit ihren 900.000 verkauften Einheiten zu den kommerziell erfolgreichsten Singleveröffentlichungen dieses Genres. Auch Oomph! konnten mit Unrein das erste Mal 1998 ein Album in den deutschen Charts platzieren. 1998 nahm Sony Music Weissglut unter Vertrag und brachte deren Debütalbum unter dem Titel Etwas kommt in Deine Welt erneut heraus.
Eine partielle Nähe von Neuer Deutscher Härte und Mittelalter-Rock verhalf diesem zu eigener Popularität und erster Aufmerksamkeit. Nachdem Rammstein dem deutschsprachigen Metal den Weg geebnet hatten, wurden Ende der 1990er Jahre die ersten bekannten Interpreten des Mittelalter-Rock stellenweise noch der NDH zugerechnet. Die BMG Ariola nahm 1997 Subway to Sally unter Vertrag, ein Subunternehmen der Universal Music Group. In Extremo veröffentlichten 1999 mit Verehrt und angespien ein Album mit NDH-Anleihen, während EMI im selben Jahr das Debütalbum der Band Tanzwut herausbrachte, das nicht nur in eine ähnliche Richtung spielte, sondern auch mit elektronischen Elementen agierte. Derweil lehnten die Musiker die Verbindung zur NDH ab und wollten „nur ungern in einem Atemzug mit jenen Bands genannt werden, die zur Neuen Deutschen Härte zählen“.

### Als etablierter und einflussreicher Musikstil

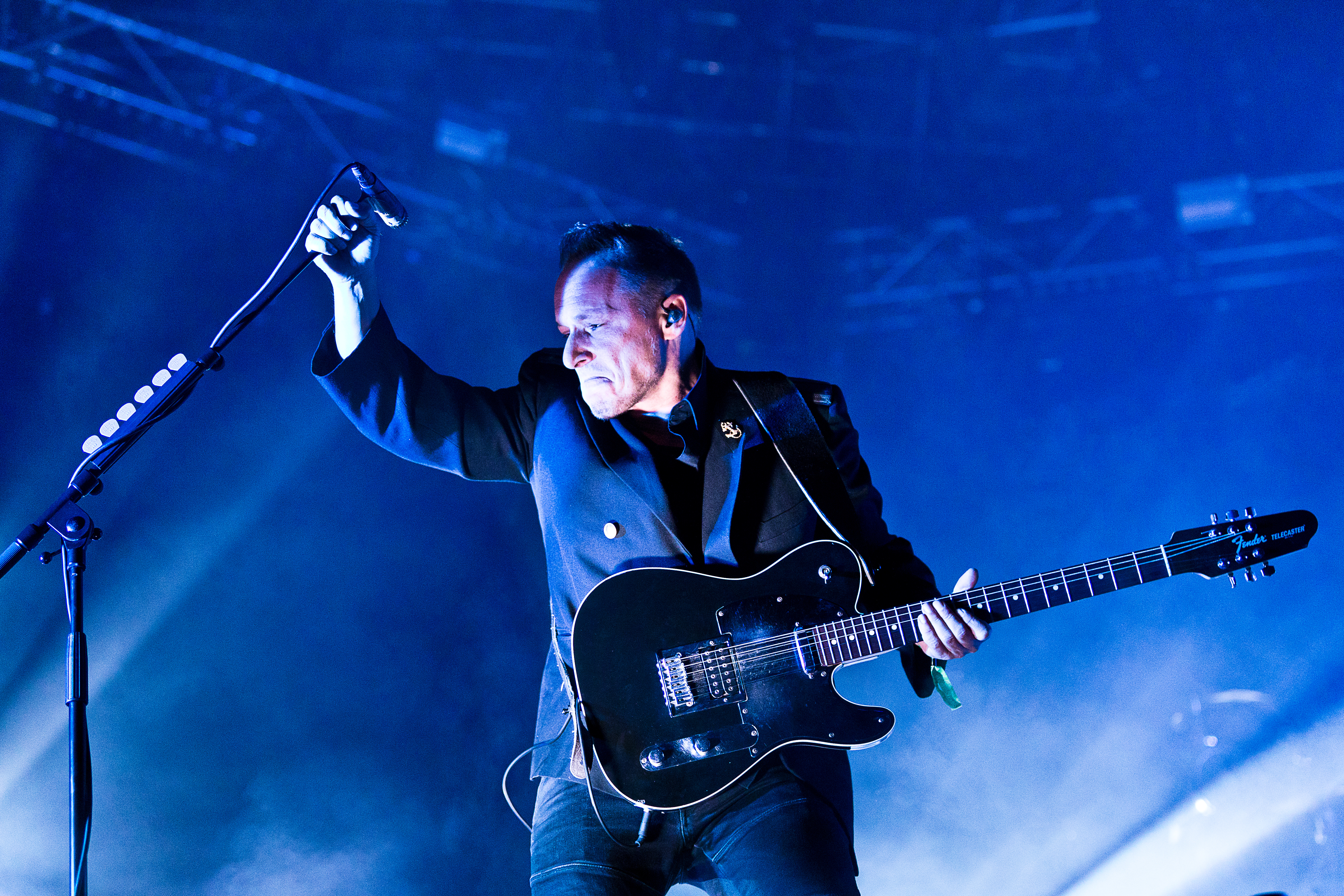
Noel Pix, Gitarrist von Eisbrecher

Anfangs nur im Untergrund der deutschen Rockmusikszene populär, erlebte die NDH ab Mitte der 1990er Jahre bis 2001 besonders in Deutschland und den USA ihre populärste Phase und gehört seitdem zum Mainstream der Rockmusik. Ab zirka 2002 ließ das breite öffentliche Interesse am Genre nach.
BMG Ariola veröffentlichte im Zuge des medialen und kommerziellen Interesses an deutschsprachiger Rock- und Metalmusik der schwarzen Szene 1999 den Sampler Feuertanz – Neuer Deutscher Liederwahn und auch die von Sony Music verlegte Samplerreihe Crossing All Over widmete sich zum Ende der 1990er Jahre mitunter der Neuen Deutschen Härte und derivaten Formen. In der ersten Hälfte der 2000er Jahre ebbte die Schwemme neuer Interpreten langsam ab.
Vereinzelt behaupteten sich jedoch von der Neuen Deutschen Härte beeinflusste Interpreten über die Jahre in den deutschen Charts. Mit dem Erfolg von Rammstein homogenisierte sich der Stil allmählich. Inzwischen sind zahlreiche, weitere Vertreter der NDH beständig in den Albumcharts vertreten, dazu zählen: Oomph!, Eisbrecher, Unheilig, Megaherz, Hämatom, Ost+Front (aus Berlin) und Stahlmann. In Skandinavien und Osteuropa orientieren sich seit der Hochphase der NDH unterschiedliche Gruppen am Stil und nehmen diesen teilweise bis vollständig an. So spielen oder spielten beispielsweise die innerhalb der osteuropäischen Szene bekannten Ostfront (Kiew, Ukraine), Schwarztag und Stark Treiben (beide aus Russland) Neue Deutsche Härte. Ferner sind Ruoska aus Finnland sowie Raubtier aus Schweden stark vom Stil der NDH beeinflusst, singen aber in ihrer jeweiligen Landessprache. Aus den zahlreichen Coverbands von Rammstein, die international erfolgreiche Tourneen spielen konnten, haben sich teilweise eigenständige Musikgruppen formiert, das gilt etwa für Heldmaschine, Maerzfeld und Der Bote.
Seit den späteren 2000er Jahren reicht der Einfluss der NDH bis in den deutschen Schlager und die volkstümliche Musik. Bereits im Jahr 2000 kooperierten Schweisser mit der Schlagersängerin Marianne Rosenberg für ihr Lied Zeig mir dein Gesicht. Insbesondere der Entwicklung des Projektes Unheilig wird eine punktuelle musikalische Hinwendung von Seiten der NDH hin zum deutschen Schlager nachgesagt. Der Sänger Der Graf wies diesen Vorwurf hingegen zurück und verortete sein Projekt als Bindeglied zwischen Vertretern der deutschsprachigen Popmusik und jenen der Neuen Deutschen Härte. Mit Schwarz blüht der Enzian veröffentlichte der volkstümliche Schlagersänger Heino im Jahr 2014 ein Album, das einige der von ihm bekannten Stücke zum Teil im Stil der NDH darbringt.
Seit 2017 findet jährlich mit der NDH – Nacht der Helden in der Turbinenhalle Oberhausen zum Jahresende ein erstes Festival statt, das sich primär auf die Neue Deutsche Härte spezialisiert hat und von der Koblenzer Tontechnik- und Bookingfirma TMS unter der Leitung von Mario Thomas organisiert wird. Es wird seit 2019 um ein Festungs-Open-Air am 24. August auf der Festung Ehrenbreitstein ergänzt.

## Stil und Kultur

### Musik
Platz, Nym und Balanck umschrieben die NDH in Nyms Sammelwerk Schillerndes Dunkel als „betont kraftvolle Mixtur aus deutschsprachigem Metal mit Hardcore-Einflüssen und Techno-Elementen, die mit modernen Möglichkeiten der Musikproduktion arbeitet. Entsprechend beinhaltet die Instrumentierung Gitarren, Bass, Schlagzeug, Gesang sowie den Einsatz von Synthesizern und teilweise Drumcomputern. Synthetisch werden gern Streicher-Arrangements, Melodie-Schnipsel oder Loops eingebunden und Hintergrundflächen erzeugt.“
Vorausgegangene Stilbeschreibungen deuteten ebenso auf einen stilistischen Crossover aus unterschiedlichen subkulturellen Bezügen hin. Die Neue Deutsche Härte galt bereits in ihrer ersten Hochphase als Musikrichtung, in welcher „eine Mixtur aus harten Metal- und Hardcore-einflüssen und Techno-Elementen“ mit deutschen Texten präsentiert wird. Dabei zeichnet sich nach Büsser der Stil durch die materialästhetische „Suche nach der bestmöglichen und bestverkäuflichen Mitte [aus].“ So kumuliere die dem Electro-Umfeld ähnliche und martialische Rhythmik der Neuen Deutschen Härte mit ästhetischen und musikalischen Elementen des Heavy Metals sowie der schwarzen Szene und beinhalte häufig eine Spur Rap.
Aus dem Hard Rock und dem Heavy Metal wurden typische Merkmale, wie verzerrte und rifflastige Gitarren, übernommen. Die Riffs werden in der Nachbearbeitung im Studio effektreich modifiziert. Dem Gitarrenspiel werden umgangssprachlich häufig Stakkato-Riffs nachgesagt. Die Gitarren haben dabei einen monotonen Klang. Das Gitarrenspiel wird den modernen – in den 1990er Jahren populären – Metalspielweisen nahegestellt. Das rhythmusbetonte Gitarrenspiel ähnele dabei Interpreten des Alternative- und Groove Metal. Ähnlich dem Groove Metal neigten die Interpreten der Neuen Deutschen Härte zu Mid-Tempo-Riffs, die durch die Nutzung der Synkope eine zusätzliche Rhythmusdominanz erlangen. Als weitere stiltypische Spielformen wurden oft stark verzerrte Powerakkorde und Palm Muting in das Gitarrenspiel eingebunden. Auch ein verzerrtes und dominierendes Bassspiel ist für diese Interpreten der NDH üblich. Charakteristisch ist zudem der Einsatz elektronischer Effekte: Keyboards und Synthesizer verleihen den Stücken durch synthetische Streicher-Arrangements, Melodie-Fragmente und Loops sowohl melodischen Aufhänger als auch musikalische Hintergrundflächen. Der Einsatz der Synthesizer sowie der als einfach geltende Rhythmus wird dem Techno der 1990er Jahre nahegestellt. Der Rhythmus wird vereinzelt über den Einsatz von Drumcomputern generiert.
Der Textvortrag wird meist von Männern in einer tiefen Stimmlage mit „Betonung jeder einzelnen Silbe“ dargeboten. Frauen, wie Luci van Org bei Üebermutter oder Greta Czatlos auf einigen Veröffentlichungen von Untoten, sind nur selten als Frontsängerin im Genre der Neuen Deutschen Härte vertreten. Das durch Rammstein populär gewordene gerollte ‚R‘ sei im Gesang häufig anzutreffen. Die Gesangmelodie tritt über die Betonung und den Klang in den Hintergrund und gehe bei einigen Interpreten in den Sprechgesang über.

### Inhalt
In den Texten werden meist in einfacher Reimform „bedeutungsschwanger konnotierte Worte“ genutzt, inhaltlich miteinander verbunden und häufig wiederholt. Als Inhalt werden häufig allgemeine Themen wie Liebe, Hass, Eifersucht, Sexualität, Religion und Tod gewählt, dabei ist ein Hang zum Tabubruch, mit dem Aufgreifen von sexuell denotierten Schockthemen wie extremer Sadomasochismus, Nekrophilie, Inzest, Kannibalismus oder Kindesmissbrauch üblich. Büsser bezeichnet das Auftreten der Gruppen der Neuen Deutschen Härte als „Gladiatorenspiel“ und „Pose der Männlichkeit“ die lediglich auf einen Effekt von „Schock und Härte“ ausgerichtet ist. Mit dem Einsatz der Instrumente, dem Auftreten sowie dem Gesang soll nach Platz Stärke demonstriert werden. Kritisiert wurden Bands, die Stilmittel der Doppeldeutigkeit, Martialität sowie jene, welche die Ästhetik und Symbole aus der Zeit des Nationalsozialismus oder anderer totalitärer und autoritärer Systeme verwendeten. Insbesondere Witt und Rammstein wurden mit entsprechender Kritik konfrontiert. Als auffälliges Merkmal für das Genre werden viele Bandnamen, die oft aus zusammengesetzten Substantiven bestehen und in ihrer Aussprache „hart“ und „kraftvoll“ klingen sollen, benannt.

### Szene
Trotz ihrer Popularität besitzt die Neue Deutsche Härte keine eigenständige Jugendkultur. Sie entwickelte sich als szenenunabhängiges Musikgenre und wird in unterschiedlichen Subkulturen und Milieus, wie etwa in der Metal-Szene oder in Teilen der Schwarzen Szene, gehört. So werden ihre Vertreter auch häufig in den populären Magazinen der Schwarzen Szene (Orkus, Sonic Seducer und Zillo) rezipiert, interviewt und rezensiert. Verbreitung fand sie dort insbesondere durch die Präsenz vieler NDH-Bands auf genreübergreifenden Großveranstaltungen (Independent- bzw. Alternative-Musikfestivals) oder Metal-Festivals, wie etwa dem Wacken Open Air, aber auch durch einzelne Konzerte und Tourneen. Ein Beispiel dafür ist Rammsteins Funktion als Vorgruppe der ehemaligen Wave-Band Project Pitchfork auf deren 1995er Alpha-Omega-Tour.

„Das kam von Project Pitchforks Seite aus und wir sahen darin eine gute Chance, ein anderes Publikum kennen zu lernen und andersherum. Wir haben vorher überwiegend in der Metal-Szene unser Feld gehabt, doch ich denke, dass uns diese Tour auf jeden Fall was gebracht hat.“

## Rezeption

### Begriffsgeschichte
Der Begriff wurde 1995 nach Erscheinen des Rammstein-Albums Herzeleid durch die Musikpresse in Anlehnung an die Neue Deutsche Welle (NDW) geprägt und bezog sich anfänglich direkt auf dieses Album.
Mit der steigenden Popularität der Musik und der damit einhergehenden zunehmenden Verbreitung des Begriffes Neue Deutsche Härte, in der Folge des Rammstein-Albums Sehnsucht, wurden unterschiedlichste Interpreten, ohne einheitlichen Musikstil, unter dem Terminus zusammengefasst. Wolf-Rüdiger Mühlmann verfasste in der ersten Hochphase der Neuen Deutschen Härte im Jahr 1999 das Buch Letzte Ausfahrt: Germania – Ein Phänomen namens Neue Deutsche Härte. welches einen Überblick zu den Vertretern und Kontroversen des Genres schaffen sollte. Konkrete Stilmerkmale benannte Mühlmann allerdings nicht. Er deutete lediglich die Verbindung von „einfach strukturierten Metal-Riffs und Elektronik“ (Wolf-Rüdiger Mühlmann) als typisch an. Im Zuge seiner Schrift fasste er, der damaligen Musikpresse entsprechend, Interpreten des Metals wie Drecksau und Totenmond, der Rockmusik von Kind Tot und des Violin-Rocks von Letzte Instanz, des Mittelalter-Rocks wie In Extremo und Subway to Sally und des Alternative Metals wie Die Allergie oder Rinderwahnsinn mit Gruppen, die später als generelle Vertreter des Musikstils Neuen Deutschen Härte gelten sollten, wie Rammstein, Oomph! und Megaherz zusammen.
Zwei Jahre nach Mühlmann benannte Martin Büsser in seinem Buch Wie klingt die neue Mitte? eine Reihe unterschiedlicher Einflussfaktoren und umriss die Neue Deutsche Härte als einen Musikstil der unterschiedliche Stilmerkmale, der damals im popkulturellen Mainstream bevorzugten Musik, vereinte. Büsser gestaltet allerdings keine Zusammenstellung typischer Musikgruppen und bezog sich mit Joachim Witt, Rammstein und Weissglut, entsprechend dem Thema seines Buches, ausschließlich auf jene NDH-Interpreten, die zuvor in der Kritik standen, rechtsextremes Gedankengut in den Mainstream zu transportieren. Im Jahr 2002 wurde, in dem Textbeitrag Der Tabubruch von heute ist der Mainstream von morgen von Stephan Lindke, aus dem von Andreas Speit herausgegebenem Buch Ästhetische Mobilmachung, ein Einbruch der Popularität der Neuen Deutschen Härte festgestellt. Anders als die vorausgegangenen Autoren verzichtete Lindke auf die Beschreibung typischer Stilmerkmale. Er widmete sich, ebenso wie Büsser, vornehmlich jenen Musikgruppen, welchen die Verbreitung rechtsextremen Gedankenguts vorgeworfen wurde, nahm neben den bekannten Vertretern des Genres, die bereits Büsser besprach, allerdings auch das Aggrotech-Projekt Funker Vogt hinzu.
Im Jahr 2004 versuchte Judith Platz in der von Schmidt und Neumann-Braun herausgegebenen Studie eine fassendere Stilumschreibung. In ihrem Beitrag zu Neuen Deutschen Härte fasste sie neben Rammstein, Oomph! und Joachim Witt, die als populäre Vertreter des Genrebegriffs galten, Richthofen, Die Schinder, Atrocity, Tanzwut, Hassmütz, Megaherz, Kickdown, Kult, Pronther und Harmann als Interpreten der Neuen Deutschen Härte zusammen. Im Jahr 2010 konkretisierte Platz gemeinsam mit Alexander Nym und Megan Balanck ihre Umschreibung zu einer eingrenzenden Stilumschreibung. In der Verwendung durch die Musikpresse blieb der Begriff hingegen zumeist unbeständig.

### Vorwürfe einer potentiellen Nähe zum Rechtsextremismus
Der NDH wurde insbesondere in der zweiten Hälfte der 1990er Jahre ein totalitärer Habitus vorgeworfen. Die Hauptkritiker Martin Büsser und Alfred Schobert sahen in dem Genre eine archaische Inszenierung von Männlichkeit. Die populären Interpreten würden einen Pathos des Maskulinen aus Muskelkraft und Härte transportieren, der als protofaschistoide Projektionsfläche funktioniere. Die heroisierende Selbstdarstellung der Protagonisten beinhalte nur Härte, Kampf und Sieg. Vulnerabilität werde hingegen ausgeklammert. „Blut, Feuer, Kampf, Tod und Männlichkeit“ seien hierzu durchgängig bemühte Elemente einer archaisch-heroischen Ästhetik. Vereinzelt würden doppeldeutige Stilmittel der Martialität verwendet.
Der gelegentlich gegebene Rückgriff auf eine totalitäre Ästhetik, die meist mit der Zeit des Nationalsozialismus assoziiert wurde, stand ebenso in der Kritik. Die zentralen Interpreten, an deren Beispiel die Kritik ausformuliert wurde, waren Joachim Witt, Rammstein sowie die von Josef Maria Klumb mitgegründeten Weissglut. Alfred Schobert differenzierte in der Hochphase der Diskussion um die Neue Deutsche Härte 1998 zwischen seines Erachtens organisierten Rechtsextremisten wie Klumb und den populären Vertretern der Neuen Deutschen Härte. Im Vergleich zu Klumb warf er Interpreten wie Rammstein lediglich geschmacklose Kalkulation vor. Ebenso betonte der Sozialwissenschaftler Thomas Pfeiffer die Bedeutung des Weissglut-Albums Etwas kommt in deine Welt im Kontext der Kritik. Mit diesem Album kam seines Erachtens „erstmals im Nachkriegsdeutschland ein Tonträger mit rechtsextremistischen Bezügen auf den Markt, der in den hochprofessionellen Strukturen eines Weltkonzerns [entstand] und sich mit guten Erfolgsaussichten an ein Massenpublikum [richtete].“ Weitestgehend unabhängig von der Diskussion um Josef Maria Klumb beschrieb Büsser die Neue Deutsche Härte 2001 als Musikrichtung, die als bloßes Spiel die Fragen nach der eigenen Identität übergehe und individuellen Opportunismus fördere. Jede Form von Schwäche und Zweifel werde dabei determiniert.

„Wer die Nähe zum Faschismus bei solchen Gruppen in irgendwelchen Textzeilen oder Interviewpassagen sucht, ist immer schon auf der falschen Fährte. Sie manifestiert sich viel subtiler und zugleich viel offensichtlicher auf der rein ästhetischen Ebene – In einer Gleichsetzung des Harten mit dem Souveränen, in der völligen Ausblendung von Schwäche, Zweifel und Gebrochenheit.“

Mit zunehmender Popularisierung des Genres veränderte sich die Wahrnehmung der anfänglich kritisierten Aspekte der NDH. So führte der Komponist Christian Diemer 2013 am Beispiel Rammsteins aus, dass solche Provokationen gerade aufgrund des Mangels an Authentizität wirksam und sinnvoll seien, da „ihre Struktur eine ästhetische ist, deren machtvolle Wirkung mit außerästhetischen, gesamtgesellschaftlichen Diskursen“ interagiert und aus der Position des Unauthentischen heraus Widersprüche im gesellschaftlichen Diskurs kenntlich macht.
Demgegenüber entdeckten Interpreten aus der Rechtsrockszene zum Ende der 1990er das Genre für sich. Die Gruppen Law and Order und Kraftschlag spielten phasenweise im Stil der Neuen Deutschen Härte. In dieser Darbringung entledigte sich die NDH des provokant-sozialkritischen Kontexts und wurde als Ausdruck einer rechtsextremen Ideologie dargebracht.

### Komödiantische Adaptionen
Frank Zander vertonte auf seinen Alben Rabenschwarz I 2004 und Rabenschwarz II 2005 mit ironischer Begründung bekannte Schlagerlieder im Stil der NDH. Das Comedy-Duo Mundstuhl hatte bereits um die Jahrtausendwende mit dem Lied Wurstwasser einen Charterfolg, der als Rammstein-Parodie angesehen wird. Ebenfalls als Parodie wurde das Nicole-Cover Ein bißchen Frieden der Gruppe J.B.O. aus dem Jahr 1997 bezeichnet. Als weitere komödiantische Auseinandersetzung mit dem Musikstil wurden in der Hochphase der NDH besonders die Gruppen Knorkator, Stalin und Urinstein benannt. Der Randfichten-Satireband De Randgruppe gelang 2004 mit ihrer NDH-Version des Holzmichels der Einstieg in die deutschen Singlecharts. Stefan Raab sang in TV Total das Lied Rauchen tötet im Stil der NDH. Carolin Kebekus spickte ihr Musikvideo Menstruation ebenfalls mit Zitaten von Rammstein sowie Miley Cyrus.